# Espúrio Náucio Rutilo (tribuno consular em 424 a.C.)
Espúrio Náucio Rutilo (em latim: Spurius Nautius Rutilus) foi um político da gente Náucia nos primeiros anos da República Romana eleito tribuno consular em 424 a.C.. Era neto de Espúrio Náucio Rutilo, cônsul em 488 a.C., e Espúrio Náucio Rutilo, cônsul em 411 a.C., era provavelmente seu irmão.

## Tribunato consular (424 a.C.)
Em 424, Espúrio Náucio foi eleito tribuno consular novamente, desta vez com Lúcio Sérgio Fidenato, Ápio Cláudio Crasso e Sexto Júlio Julo.
Durante o ano foram instituídos grandes jogos para festejar a vitória sobre Veios e Fidenas nos dois anos anteriores. Candidatos plebeus, com o apoio dos tribunos da plebe, entraram em campanha para as eleições do ano seguinte. O Senado e os tribunos consulares, num encontro secreto sem a presença dos tribunos da plebe, decidiu que cônsules seriam eleitos para o ano seguinte, excluindo a possibilidade de se eleger um plebeu. Para evitar protestos dos tribunos da plebe contra a decisão, Senado envia os tribunos consulares para investigarem um possível abuso dos volscos contra os hérnicos e deixam Roma aos cuidados de Ápio Cláudio, conhecido por sua antipatia em relação aos tribunos da plebe pelo tratamento que deram ao seu pai.